# Jízdní lučištník

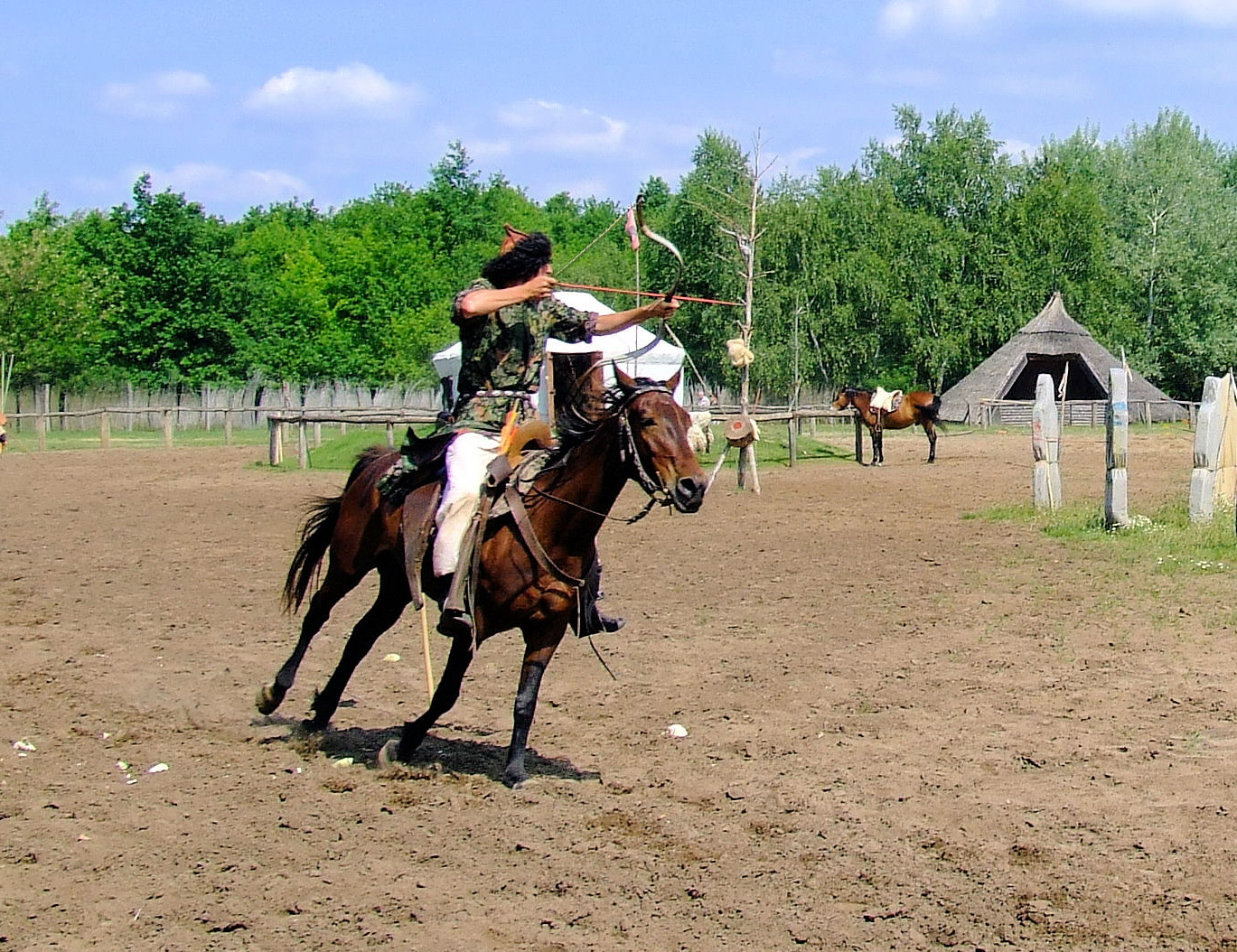
Jízdní lučištník

Jízdní lučištník byl jízdní bojovník ozbrojený lukem, z něhož byl schopen střílet za jízdy. Byla to taktika úspěšná při lovu i boji zejména na velkých otevřených pláních. Poprvé byla vyvinuta v době železné, kdy vytlačila lučištníky na vozech tažených koňmi. Udržela se až do 19. století (severoameričtí indiáni) a zastarala po vynálezu dostatečně kvalitních ručních palných zbraní.
V armádě tito vojáci tvořili jízdní lučištnictvo, které patřilo k formám lehké kavalerie. Sloužilo k obklopení nepřátel, zasypání šípy a rychlému vzdálení se. Jízdní lučištnictvo hojně používaly asijské národy jako například Hunové, Turci, Mongolové, Peršané atd.